# 馬拉雲足球會
馬拉雲足球會（باشگاه فوتبال ملوان بندر انزلی），是伊朗安扎利港的一个足球會，簡稱「安扎利港水手」，该队隶属伊朗海军。隊名ملوان源自波斯語中的“水手”，بندر意為“港口”。